# Wielka Piaśnica
Wielka Piaśnica (Kasjoebisch:Wiôlgô Piôsznica) is een dorp in de Poolse woiwodschap Pommeren. De plaats maakt deel uit van de gemeente Puck en telt 64 inwoners.